# 托皮·索尔萨科斯基
托皮·索尔萨科斯基（Topi Sorsakoski，1952年10月27日—2011年8月13日）是一名芬兰歌手。索尔萨科斯基曾在乐队“The Boys”中担当吉他手。
1980年代，他开始跟随“Agents”乐队表演，还曾翻唱过奥拉维·维尔塔（Olavi Virta）曾演唱过的歌曲。索尔萨科斯基后来独自演唱过一段时间，亦曾与乐队“Kulkukoirat”合作。2007年5月起，他曾一度与Agents乐队重新合作。
2011年8月13日，索尔萨科斯基因肺癌在塞伊奈约基中央医院（Seinäjoki Central Hospital）去世，终年58岁。 